# اسوتلانا کریولیووا
اسوتلانا کریولیووا (روسی: Svetlana Krivelyova؛ زادهٔ ۱۳ ژوئن ۱۹۶۹) پرتاب‌گر وزنه اهل روسیه بود.
از افتخارات وی میتوان به کسب مدال طلا پرتاب وزنه در بازی‌های المپیک تابستانی ۱۹۹۲ اشاره کرد.